# Givry (Ardenas)
 Givry  es una población y comuna francesa, en la región de Champaña-Ardenas, departamento de Ardenas, en el distrito de Vouziers y cantón de Attigny.
Está integrada en la Communauté de communes des Crêtes Préardennaises.

## Demografía
| 184 | 245 | 201 | 199 | 215 | 218 |
| Para los censos de 1962 a 1999 la población legal corresponde a la población sin duplicidades (Fuente: INSEE [Consultar]) |     |     |     |     |     |